# Альфред Каучар
Альфред Каучар (народився 8 квітня 1913) — румунський футболіст, який грав на позиції захисника. Його брат, Йожеф Каучар, також був футболістом, вони разом грали в SO Montpellier. Альфред Каучар був першим румунським футболістом, який грав за Ліон.